# Robert Castel
| Robert Castel                             | Robert Castel                             |
| Kattints az alábbi külső linkek egyikére! | Kattints az alábbi külső linkek egyikére! |
| ----------------------------------------- | ----------------------------------------- |
| Nem található szabad kép.(?)              |                                           |
| külső link · jogvédett                    | Képe a JForum lapon                       |

Robert Castel, született Robert Moyal (Bab El Oued, 1933. május 21. – Ivry-sur-Seine, 2020. december 5.) francia színész. Lili Labassi (1897–1969) zenész fia.

## Filmjei
- Egy tanú a városban (Un témoin dans la ville) (1959)
- A szökevény (L'insoumis) (1964)
- Kék expressz (Le train bleu s'arrête 13 fois) (1966, tv-sorozat, egy epizódban)
- Egy bolond Párizsban (Un idiot à Paris) (1967)
- A Baal lovagjai (Les compagnons de Baal) (1968, tv-film)
- Lányok pórázon (L'homme orchestre) (1970)
- Volt egyszer egy zsaru (Il était une fois un flic...) (1972)
- Magas szőke férfi felemás cipőben (Le grand blond avec une chaussure noire) (1972)
- Szalad, szalad a külváros (Elle court, elle court la banlieue) (1973)
- Két férfi a városban (Deux hommes dans la ville) (1973)
- Dráma a tengerparton (Dupont Lajoie) (1975)
- Fogat fogért (Les grands moyens) (1976)
- Egy született komikus (Un comique né) (1977, tv-film)
- Félénk vagyok, de hódítani akarok (Je suis timide... mais je me soigne) (1978)
- Ki a csuda ez a fiú? (Qui c'est ce garçon?) (1987, tv-film)
- Háromszoros visszavágó (3 zéros) (2002)
- Borúra derű (Du jour au lendemain) (2006)
- Szerelmek Saint Tropez-ban (Sous le soleil) (2006, tv-sorozat, egy epizódban)